# Parham (Antigua)
Parham ist eine Siedlung in der Parish of Saint Peter an der Nordküste der Insel Antigua, im Staat Antigua und Barbuda.

## Lage und Landschaft
Parham liegt am südlichen Ende des North Sound im Parham Harbour. Der Ort erstreckt sich bis Lindsay Hill und Pointed Hill im Süden. Zur Volkszählung 2001 hatte der Ort 1491 Einwohner. Vor der Küste im Norden liegt die Insel Vernon’s Island. Zum Ort gehören die Siedlungen Twenty Hill, Parham Hill und Vernons. Im Ort liegt die Parham Methodist Church und westlich des Ortes befindet sich das Sir Vivian Richards Stadium.

### Sehenswürdigkeiten
- Mercers Creek Sugar Estate Windmill and Chimney
- Parham Fisheries Complex und Jordans Pier
- Parham Hill, ein gut erhaltenes Kolonial-Gebäude.
- St. Peter’s Anglican Church, erbaut um 1840 von dem englischen Architekten Thomas Weekes.

| Vernon’s Island                        |                                             | Crabs Peninsula |
| Sir Vivian Richards Stadium Cedar Hill | Kompassrose, die auf Nachbargemeinden zeigt |                 |

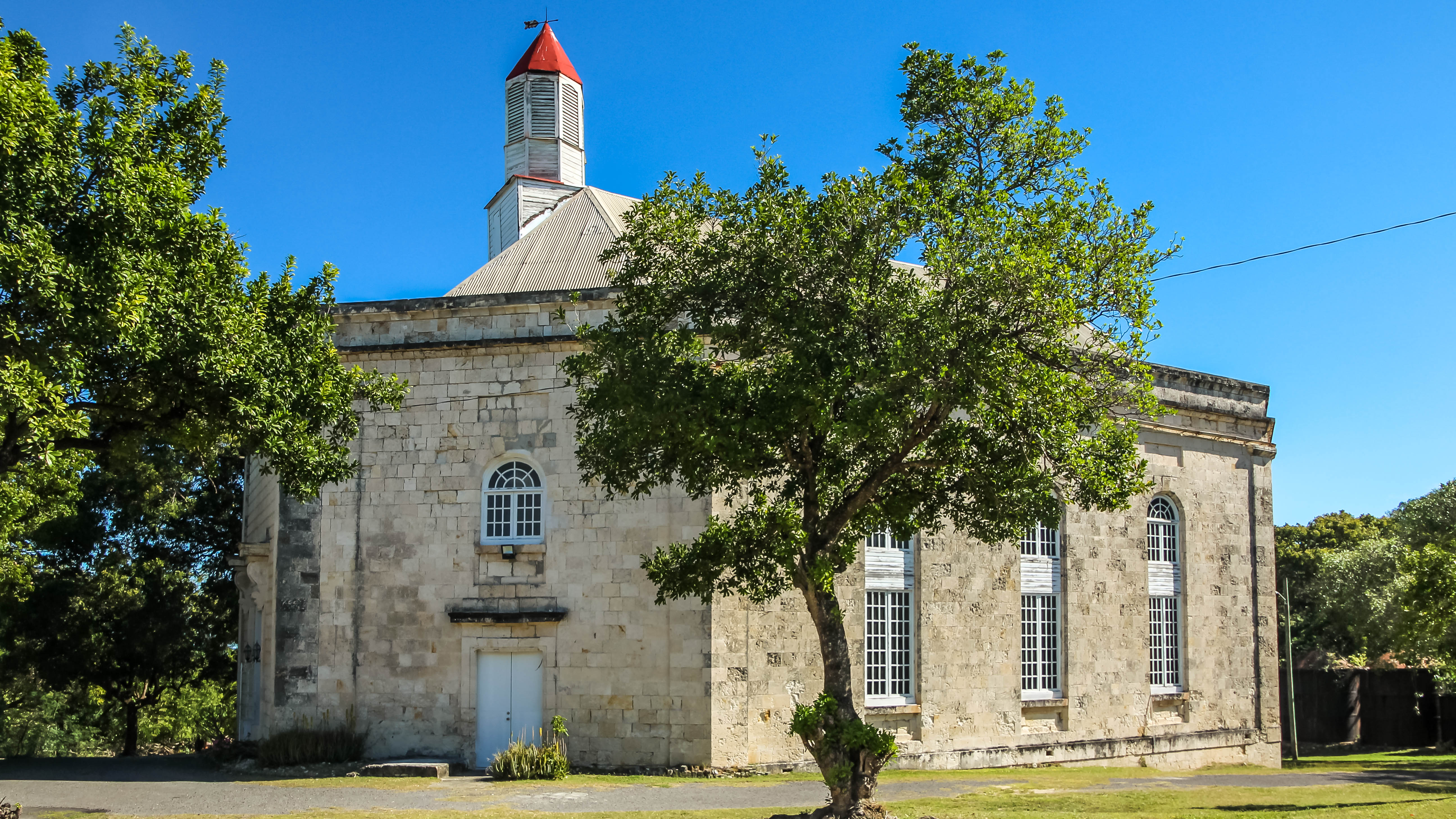
Anglikanische Peterskirche

| North Sound                            | Mount Joy Cochranes                         | Pares           |

## Geschichte
Parham ist die älteste Ortschaft von Antigua (gegründet 1632). Früher war sie die Hauptstadt von British Antigua and Barbuda.